# German-Inline-Cup 2013
Der German-Inline-Cup 2013 wurde für Frauen und Männer an sechs Stationen ausgetragen. Der Auftakt am 7. April 2013 fand in Berlin und das Finale am 13. Oktober 2013 in Köln statt.

## Frauen

### Wettbewerbe
| GIC          | Ort                          | Sieg                                     | Platz 2                             | Platz 3                                  |
| ------------ | ---------------------------- | ---------------------------------------- | ----------------------------------- | ---------------------------------------- |
| 7. April     | Berliner Halbmarathon        | Katharina Rumpus Powerslide Matter World | Jana Gegner EOSkates                | Josie Hofmann Powerslide Arena Geisingen |
| 1. Mai       | Rhein-Main Skate-Challenge   | Katja Ulbrich GB Racingteam              | Jana Gegner EOSkates                | Clémence Halbout 2APN77                  |
| 26. Mai      | Mittelrhein Marathon         | Katharina Rumpus Powerslide Matter World | Jana Gegner EOSkates                | Manon Kamminga Powerslide Matter World   |
| 25. August   | XRace                        | Katja Ulbrich GB Racingteam              | Tina Strüver CadoMotus              | Flurina Heim GB Racingteam               |
| 7. September | Arena Geisingen Halbmarathon | Katharina Rumpus Powerslide Matter World | Sabine Berg Powerslide Matter World | Katja Ulbrich GB Racingteam              |
| 13. Oktober  | Köln Marathon                | Sabine Berg Powerslide Matter World      | Justine Halbout EOSkates            | Katharina Rumpus Powerslide Matter World |

### Gesamt-Einzelwertung
| Rang | Name                   | Team                   |
| ---- | ---------------------- | ---------------------- |
| 1    | Katja Ulbrich          | GB Racingteam          |
| 2    | Tina Strüver           | CadoMotus              |
| 3    | Flurina Heim           | GB Racingteam          |
| 4    | Claudia Maria Henneken | CadoMotus              |
| 5    | Mélanie Röthlisberger  | Swiss Skate Team       |
| 6    | Karolina Kierzkowski   | Team der-rollenshop.de |

### Gesamt-Teamwertung
| Rang | Team                   |
| ---- | ---------------------- |
| 1    | GB Racingteam          |
| 2    | CadoMotus              |
| 3    | Team der-rollenshop.de |

## Männer

### Wettbewerbe
| GIC          | Ort                          | Sieg                            | Platz 2                               | Platz 3                               |
| ------------ | ---------------------------- | ------------------------------- | ------------------------------------- | ------------------------------------- |
| 7. April     | Berliner Halbmarathon        | Julien Levrard EOSkates         | Felix Rijhnen Powerslide Matter World | Bart Swings Powerslide Matter World   |
| 1. Mai       | Rhein-Main Skate-Challenge   | Victor Wilking EOSkates         | Michael Achermann Swiss Skate Team    | Severin Widmer Swiss Skate Team       |
| 26. Mai      | Mittelrhein Marathon         | Severin Widmer Swiss Skate Team | Julien Levrard EOSkates               | Nicolas Iten Swiss Skate Team         |
| 25. August   | XRace                        | Yann Guyader EOSkates           | Severin Widmer Swiss Skate Team       | Julien Levrard EOSkates               |
| 7. September | Arena Geisingen Halbmarathon | Yann Guyader EOSkates           | Severin Widmer Swiss Skate Team       | Felix Rijhnen Powerslide Matter World |
| 13. Oktober  | Köln Marathon                | Yann Guyader EOSkates           | Felix Rijhnen Powerslide Matter World | Nolan Bediaff EOSkates                |

### Gesamt-Einzelwertung
| Rang | Name              | Team               |
| ---- | ----------------- | ------------------ |
| 1    | Julien Levrard    | EOSkates           |
| 2    | Severin Widmer    | Swiss Skate Team   |
| 3    | Yann Guyader      | EOSkates           |
| 4    | Michael Achermann | Swiss Skate Team   |
| 5    | Tobias Hecht      | PS TAX Racing Team |
| 6    | Stefan Rumpus     | GB Racingteam      |

### Gesamt-Teamwertung
| Rang | Team               |
| ---- | ------------------ |
| 1    | Swiss Skate Team   |
| 2    | EOSkates           |
| 3    | PS TAX Racing Team |